# Saint-Laurent-de-Condel
Saint-Laurent-de-Condel – miejscowość i gmina we Francji, w regionie Normandia, w departamencie Calvados.
Według danych na rok 2010 gminę zamieszkiwało 506 osób, a gęstość zaludnienia wynosiła 41 osób/km².